# МР-20
МР-20 — радянська одноступенева твердопаливна метеорологічна ракета. Модифікація ракети МР-12 з висотою підйому до 200—230 км. Висота підйому та активне використання в геофізичних дослідженнях дозволяє віднести її також до класу геофізичних ракет.
Випускалася також модифікація МР-25 (М-250), зі збільшеною до 250 км висотою підйому.

## Опис
МР-20 це некерована одноступенева твердопаливна ракета з аеродинамічними стабілізаторами. Корпус двигуна являє собою зварену трубу, закриту зверху знімним дном (кришкою); на нижньому дні закріплено сопло. Нижня частина корпусу довжиною 1300 міліметрів термічно ізольована. Використовуваний у 1960-і роки балліститний порох зумовив застосування вкладних зарядів. Шашки мають форму трубки з діаметром внутрішнього каналу 100 міліметрів і складаються з двох сегментів, з'єднаних еластичною прокладкою.
Пуск проводиться по траєкторії, близькій до вертикалі, зі стартовою установки зі спіральними направляючими, що додають ракеті обертання навколо її поздовжньої осі. Функція обертання дає змогу виключити вплив асиметрії тяги двигунів і аеродинаміки корпусу ракети на траєкторію польоту. Збільшення швидкості обертання до 320 обертів в хвилину забезпечується нахилом двох поворотних плоских стабілізаторів, розташованих на протилежних сторонах ракети. Кут їхнього відхилення встановлюється в залежності від маси головної частини. У порівнянні з МР-12 мала збільшену довжину і вагу заряду палива.

## Технічні характеристики ракетМР-12, МР-20 і МР-25
| Повна маса                        | 1485 … 1620 кг  |
| Тяга двигуна                      | 10360 кгс       |
| Час роботи РДТП                   | 21 ± 3 с        |
| Питомий імпульс палива            | 205 с           |
| Маса паливного заряду             | 1200 кг         |
| Максимальне осьове перевантаження | до 23 g         |
| Швидкість обертання               | до 320 об/хв    |
| Маса головної частини             | 122-280 кг      |
| Маса цільової апаратури           | 50-100 кг       |
| Довжина (повна)                   | 8770 … 10370 мм |
| Калібр                            | 450 мм          |
| Висота підйому                    | 200-230 км      |

## Пуски
З 1977 по 1979 р були здійснені успішні роботи з загоризонтного виявлення одиночних і групових стартів радянських балістичних ракет (БР) на дальності 5600 км. Імітатори РЛС сигналів БР розміщувалися на відстані 3000 км (Джезказган), 6000 км (Чита) і 7500 км (бухта Ольги на Далекому Сході). Багаточастотні вертикальні вимірювачі поля встановлювалися на борту геофізичних ракет 217 МАП та МР20 і служили для вимірювання характеристик ЕМ поля до висоти 250 км на видаленні 6000 км від РЛС.
У період з 1966 по 1992 рр. на висотах 100—240 км отримані дані про склад верхньої атмосфери за допомогою радіочастотних мас-спектрометрів, встановлених на радянських та російських метеорологічних ракетах МР-12 і МР-20, а також за програмами міжнародного співробітництва на індійських ракетах Centauere і французьких Dragon IIB і Veronique. Пуски проводилися на станціях ракетного зондування «Волгоград» (48 ° пн.ш.) і на о. Хейса (Земля Франца-Йосифа, 81 ° пн.ш.), на полігоні в Тумбі (Індія, геомагнітний екватор), а також на французьких полігонах в Ландах (Південний захід Франції, 44 ° пн. ш.) і в Куру (Французька Гвіана, 14 ° пн.ш.). Крім того, велику кількість пусків було проведено з бортів науково-дослідних суден Росгідромету «Професор Зубов» і «Професор Візі» в Атлантичному океані в діапазоні широт від 38 ° пд.ш. до 71 ° пн.ш. .. Всього за вказаний період було здійснено більше 200 результативних експериментів в різних геліогеофізичних умовах .
Всього здійснено понад 100 пусків ракет МР-20 і МР-25 на висоти, що перевищують 200 км.